# Pieter Heemeryck
Pieter Heemeryck (Vilvoorde, 11 december 1989) is een Belgische triatleet, gespecialiseerd op de kwart- en halve triatlon.
Pieter Heemeryck is sinds 2016 lid van het DOMO-Scott triatlon team. Tot op heden behaalde hij verschillende overwinningen in de grotere Belgische wedstrijden met als hoogtepunten overwinningen in de triatlons van Brugge (2014) en Knokke (2013).
In 2014 werd hij Belgisch kampioen over de olympische afstand te Kortrijk en behaalde hij een 3e plaats op het officieuze Europees kampioenschap 1/4e triatlon non drafting te Zurich. In 2015 werd hij voor de eerste maal Belgisch kampioen over de halve afstand te Deinze en sprint afstand in Chièvres.
In 2019 begon hij samen met wereldkampioen duathlon Seppe Odeyn en ultraloper Robrecht Paesen (Bobby) de podcast genaamd De Jogclub.
Op het EK Ironman 2023 in het Duitse Hamburg is Heemeryck tweede geworden. Na 3,8 km zwemmen, 180km fietsen en 42,1 km hardlopen moest hij alleen de Franse titelverdediger Denis Chevrot voor zich laten, en pakte daarmee een ticket voor het WK.
Op 6 augustus 2023 is Pieter Heemeryck Europees kampioen op de halve marathon geworden. In de Estse hoofdstad Tallinn legde hij de 1,9 km zwemmen, 90km fietsen en een halve marathon af in 3u36'56", en was bijna 2 minuten sneller dan de Australiër Mike Phillips. Heemeryck is daarmee de tweede Belg na Bart Aernouts die Europees kampioen werd op de halve Ironman.

## Palmares

### Triatlon

#### Nationaal

##### 2023
- in de Ironman 70.3 in Knokke[1]
- in de Ironman Cascais, Portugal

##### 2019
- in Geraardsbergen 1/2e BK halve afstand
- in Wuustwezel 1/4e BK olympische afstand

##### 2018
- BK olympische afstand

##### 2016
- in Herderen 1/8e

##### 2015
- in Knokke 1/4e
- in Chièvres 1/8e  BK sprint afstand
- in Deinze 1/2e[2] BK halve afstand
- in Izegem 1/4e
- in Zwevegem 1/8e
- in Lac de l‘Eau D‘Heure[3] BK olympische afstand

##### 2014
- in Brugge 1/4e[4]
- in Brasschaat 1/4e[5]
- BK olympische afstand in Kortrijk[6]
- in Antwerpen 1/4e[7]

##### 2013
- in Brasschaat BK olympische afstand
- in Lille BK sprintafstand
- in Brugge 1/2e
- in Knokke 1/4e
- in Sint Laureins 1/4e
- in Geel 1/4e
- in Izegem 1/4e
- in Mechelen 1/4e
- in Viersel 1/4e
- in Kapelle op den Bos 1/4e
- in Herderen 1/8e

##### 2012
- in Herderen 1/8e
- in Kortrijk 1/4e
- in Retie 1/4e
- in Lille 1/4e
- in Zwevegem 1/8e
- in Lommel 1/4e
- in Izegem 1/4e
- in Mechelen BK olympische afstand
- in Brugge 1/4e
- in Knokke 1/4e

##### 2011
- in Herderen (1e U23)
- in De Haan (1e U23)
- in Eau D'Heure (1e U23) DSQ
- in Brugge (1e U23)
- in Retie (1e U23)
- in Kortrijk (1e U23)
- in Vilvoorde (1e U23)
- in Kapelle-op-den-Bos (1e U23)
- in BK Izegem (1e U23)
- in Mechelen (1e U23)

##### 2010
- in Hamme (1e U23)
- in Mechelen (1e U23)

##### 2009
- in Vilvoorde (1e U23)

#### Internationaal

##### 2023
- in de PTO Asian Open
- in de volle triatlon in Hamburg
- in de halve Ironman in Tallinn
- in de Ironman in Cascais

##### 2016
- in de 70.3 Triathlon in Kraichgau[8]
- 19de in 70.3 Triathlon in Californië[9]

##### 2015
- in Ironman 5150 series in Zürich
- 4e in Challenge Triathlon in Paguera Mallorca[10]
- 5e in Challenge Triathlon in Poznań
- 7e in 70.3 Triathlon in Lanzarote

##### 2014
- 7e in Short Course International Triathlon in Abu Dhabi
- 6e in 70.3 Triathlon in Brasilia
- in Europees Kampioenschap Non drafting in Zürich
- 4e in 70.3 Triathlon in Lanzarote

##### 2013
- 15e in ETU Triathlon European Cup in Antalya
- 28e in ETU Triathlon European Championships in Alanya
- 6e in Europees Kampioenschap Non drafting in Zürich

##### 2012
- 35e in ETU Triathlon European Championships in Eilat
- 29e in ETU U23 Triathlon European Championships in Aguilas
- 16e in ETU Triathlon European Cup in Holten

##### 2011
- 34e in ETU Triathlon European Cup in Brasschaat
- 23e in ETU Triathlon European Cup in Holten
- 18e in ETU U23 Triathlon European Championships in Eilat (02:00:21)[11]